# Diocesi di Montenegro
La diocesi di Montenegro (in latino: Dioecesis Nigromontana) è una sede della Chiesa cattolica in Brasile suffraganea dell'arcidiocesi di Porto Alegre. Nel 2021 contava 303.589 battezzati su 403.221 abitanti. È retta dal vescovo Carlos Rômulo Gonçalves e Silva.

## Territorio
La diocesi comprende 32 comuni dello stato brasiliano del Rio Grande do Sul: Montenegro, Alto Feliz, Barão, Bom Princípio, Bom Retiro do Sul, Brochier, Capela de Santana, Colinas, Estrela, Fazenda Vilanova, Feliz, Harmonia, Linha Nova, Maratá, Pareci Novo, Paverama, Poço das Antas, Portão, Roca Sales, Salvador do Sul, São José do Hortêncio, São José do Sul, São Pedro da Serra, São Sebastião do Caí, São Vendelino, Tabaí, Taquari, Teutônia, Triunfo, Tupandi, Vale Real e Westfália.
Sede vescovile è la città di Montenegro, dove si trova la cattedrale di San Giovanni Battista.
Il territorio si estende su una superficie di 4.397 km² ed è suddiviso in 30 parrocchie, raggruppate in 5 aree pastorali: Montenegro, Salvador do Sul, Estrela, São Sebastião do Caí e Bom Princípio.

## Storia
La diocesi è stata eretta il 2 luglio 2008 con la bolla Pastorali Nostra di papa Benedetto XVI, ricavandone il territorio dall'arcidiocesi di Porto Alegre.

## Cronotassi dei vescovi
Si omettono i periodi di sede vacante non superiori ai 2 anni o non storicamente accertati.
- Paulo Antônio de Conto (2 luglio 2008 - 18 ottobre 2017 ritirato)
- Carlos Rômulo Gonçalves e Silva, succeduto il 18 ottobre 2017

## Statistiche
La diocesi nel 2021 su una popolazione di 403.221 persone contava 303.589 battezzati, corrispondenti al 75,3% del totale.
| anno | popolazione | popolazione | popolazione | presbiteri | presbiteri | presbiteri | presbiteri                | diaconi | religiosi | religiosi | parrocchie |
| anno | battezzati  | totale      | %           | numero     | secolari   | regolari   | battezzati per presbitero | diaconi | uomini    | donne     | parrocchie |
| ---- | ----------- | ----------- | ----------- | ---------- | ---------- | ---------- | ------------------------- | ------- | --------- | --------- | ---------- |
| 2008 | 268.417     | 335.521     | 80,0        | 35         | 35         |            | 7.669                     |         | 18        | 129       | 30         |
| 2010 | 283.119     | 340.000     | 83,3        | 48         | 38         | 10         | 5.898                     | 5       | 20        | 122       | 30         |
| 2012 | 292.000     | 351.000     | 83,2        | 57         | 42         | 15         | 5.122                     | 4       | 30        | 115       | 30         |
| 2013 | 294.000     | 354.000     | 83,1        | 55         | 40         | 15         | 5.345                     | 4       | 30        | 115       | 30         |
| 2016 | 302.770     | 378.463     | 80,0        | 49         | 45         | 4          | 6.178                     | 4       | 12        | 121       | 30         |
| 2019 | 316.200     | 395.715     | 79,9        | 51         | 48         | 3          | 6.200                     | 4       | 10        | 60        | 30         |
| 2021 | 303.589     | 403.221     | 75,3        | 46         | 44         | 2          | 6.599                     | 2       | 7         | 32        | 30         |